# Kroyeriidae
Kroyeriidae är en familj av kräftdjur. Kroyeriidae ingår i ordningen Siphonostomatoida, klassen Maxillopoda, fylumet leddjur och riket djur. Enligt Catalogue of Life omfattar familjen Kroyeriidae 14 arter. 
Kladogram enligt Catalogue of Life:
| Kroyeriidae | \| \| Kroyeria \| \| \| \| \| \| Kroyerina \| \| \| \| |
|             | \| \| Kroyeria \| \| \| \| \| \| Kroyerina \| \| \| \| |
|             | Kroyeria                                               |
|             |                                                        |
|             | Kroyerina                                              |
|             |                                                        |